# كوريا تايمز
كوريا تايمز (الهانغول 코리아타임스) هي أقدم صحيفة يومية ضمن ثلاث صحف أنجلوساكسونية توزع في كوريا الجنوبية وهم صحيفة دي كوريا هيرالد و صحيفة كوريا جونغ أنغ اليومية.
تعدّ صحيفة كوريا تايمز منذ إنشائها في 1 نوفمبر 1950، بوابة كوريا الجنوبية إلى العالم بالنسبة للمتحدثين باللغة الإنجليزية وعملاء السلك الدبلوماسي، إذ تشمل تغطيتها مجالات السياسة والمجتمع، والأعمال التجارية، والمالية، والثقافية والرياضية كما أنها بدأت في السنوات الأخيرة، بنشر المحتوى المرخص من صحيفة نيويورك تايمز.
السيد بارك جونغ مو هو رئيس وناشر كوريا تايمز.

## وصلات خارجية
موقع الجريدة الرسمي